# Stone Sour (álbum)
Stone Sour é o álbum de estreia da banda homónima, lançado a 27 de Agosto de 2002. 
Na edição especial do álbum, contém 5 b-sides da banda: "Rules of Evidence", "The Wicked", "Inside the Cynic", "Kill Everybody" e "Road Hogs." No DVD contém os vídeos dos três singles deste disco. O disco atingiu o nº 46 da Billboard 200.

## Faixas
1. "Get Inside" – 3:13
2. "Orchids" – 4:24
3. "Cold Reader" – 3:41
4. "Blotter" – 4:02
5. "Choose" – 4:17
6. "Monolith" – 3:45
7. "Inhale" – 4:25
8. "Bother" – 4:00
9. "Blue Study" – 4:37
10. "Take a Number" – 3:42
11. "Idle Hands" – 3:56
12. "Tumult" – 4:03
13. "Omega" – 2:56

### Faixas bónus
1. "Rules of Evidence" – 3:44
2. "The Wicked" – 4:55
3. "Inside the Cynic" – 3:24
4. "Kill Everybody" – 3:26
5. "Road Hogs" – 3:53

## DVD
1. "Bother"
2. "Get Inside"
3. "Inhale"

## Créditos
- Corey Taylor - Vocal
- Shawn Economaki - Baixo
- Joel Ekman - Bateria
- Josh Rand - Guitarra
- James Root - Guitarra, vocal de apoio em "Get Inside"